# Timonius paiawensis
Timonius paiawensis là một loài thực vật có hoa trong họ Thiến thảo. Loài này được S.P.Darwin miêu tả khoa học đầu tiên năm 1983.